# Antoni Andaházy
Antoni de Andaháza et Szent-András Andaházy – urzędnik c. i k. C.k. W 1863, 1865 – koncepista-praktykant przy starostwie w Żołkwi, koncepista namiestnictwa we Lwowie przy c.k. ministerstwie spraw wewnętrznych w 1873, sekretarz namiestnictwa w 1875, starosta powiatowy rohatyński w 1876, buczacki (m.in. w 1877, 1878, 1879), śniatyński (w 1880, 1884, 1885, 1886). W 1878 był prezydującym c.-k. powiatowej komisji szacunkowej w Buczaczu. W 1887 – radca namiestnictwa (extra statum) oraz komisarz rządowy Izby handlowej i przemysłowej we Lwowie. W 1889, 1890 – radca namiestnictwa.